# Nová Pláň
Nová Pláň (niem. Neurode) – gmina w Czechach, w powiecie Bruntál, w kraju morawsko-śląskim. Według danych z dnia 1 stycznia 2012 liczyła 49 mieszkańców.